# Ořešák v Kvasicích
Ořešák v Kvasicích s obvodem 611 cm byl od roku 2011 (po pokácení Ořešáku v Kravařích) nejmohutnějším žijícím ořešákem černým v Česku.
Rostl v zámeckém parku v Kvasicích na Kroměřížsku. 
Strom byl součástí krajinářského parku, který v Kvasicích v roce 1790 založil hrabě Jan Nepomuk z Lamberga a vysadil zde i tento ořešák. Po zpřístupnění parku veřejnosti se místo stalo cílem častých duchovních návštěv lidí z okolí. Stromu hrozila zkáza, a to i v důsledku povodně v roce 1997, kdy se park ocitl metr pod vodní hladinou. Díky odbornému zásahu se však znovu vzkřísil a byl nadále ozdobou parku.
V roce 2017 se ořešák ucházel o titul Strom roku 2017 a v říjnu téhož roku byl vyhlášen vítězem 16. ročníku této ankety.
V srpnu 2024 byl strom vyvrácen vichřicí.

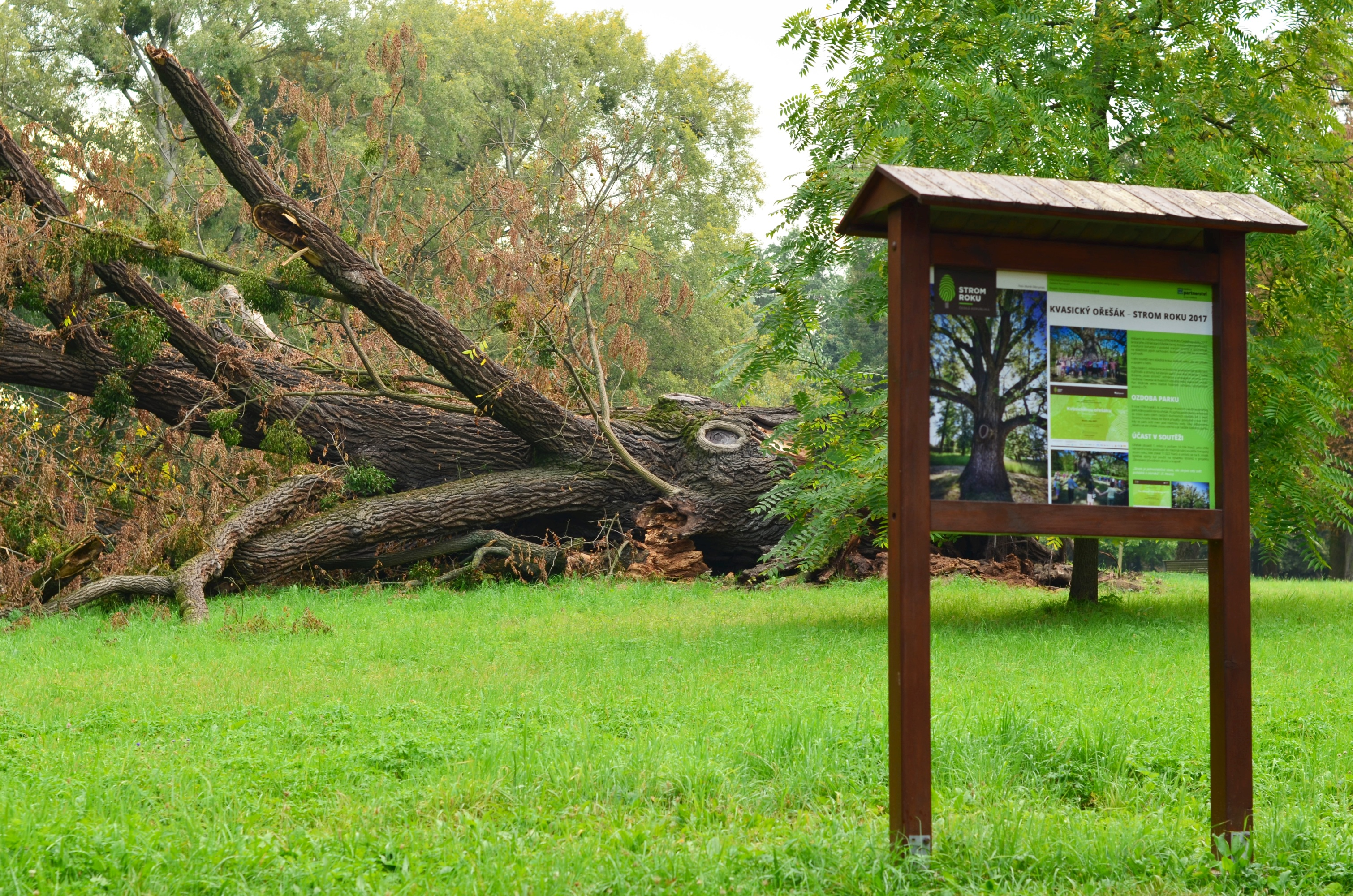
vyvrácený strom

## Základní údaje
- název: Ořešák černý v zámeckém parku
- výška: 25 m
- obvod: 611 cm
- stáří: asi 230 let (vysazen při založení parku r. 1790)